# Bulletino dell' Orto Botanico della Regia Università de Napoli
Bulletino dell' Orto Botanico della Regia Università de Napoli (abreviado Bull. Orto Bot. Regia Univ. Napoli) fue una revista con ilustraciones y descripciones botánicas que fue editada en Nápoles desde 1899 hasta 1947, publicándose los números 1 al 17. Fue reemplazada por Delpinoa.